# Burgdorfer Tagblatt
Das Burgdorfer Tagblatt war eine Schweizer Tageszeitung, die 1831 unter dem Titel Berner Volksfreund gegründet und Ende 2004 als Bezahlzeitung eingestellt wurde. Sie war vor allem in ihren Anfängen für die Geschichte des Kantons Bern von Bedeutung. Sie war die älteste Zeitung des Kantons Bern.
Das Burgdorfer Tagblatt wurde 1831 als erste liberale Wochenzeitung der Schweiz von den Brüdern Johann Ludwig, Hans und Karl Schnell unter dem Namen Berner Volksfreund gegründet. 1846 erschien die Zeitung, nach einem Jahr Pause, als Berner Volkszeitung, ab 1847 als Emmentaler Bote. Ab 1911 wurde die Zeitung von der Burgdorfer Tagblatt AG als Burgdorfer Tagblatt herausgegeben, zunächst noch mit dem Untertitel «Organ der Freisinnigen des Emmentals und des Oberaargaus». In den 1980er Jahren erreichte die Zeitung mit 3500 ihre höchste Auflage.
Die Zeitung geriet Ende der 1980er Jahre in wirtschaftliche Schwierigkeiten. Als eine Übernahme durch die Solothurner Zeitung drohte, übernahm die Herausgeberin der Berner Zeitung, die AG für das Berner Tagblatt (heute Espace Media Groupe, zu Tamedia gehörend), 1990 die operative Führung, beteiligte sich 1991 mit 30 % an der Gesellschaft und gab eine Defizitgarantie von 60 % ab. Sie reduzierte die Erscheinungsweise der Zeitung 2000 auf noch fünfmal, 2001 auf noch dreimal pro Woche und stieg 2004 aus wirtschaftlichen Gründen aus der operativen Führung wieder aus.
Die Burgdorfer Tagblatt AG stellte darauf das Erscheinen der Zeitung Ende 2004 in der bisherigen Form ein und verpachtete den Titel an den Lokalmedien Verlag AG. Dieser fusionierte die Zeitung mit der Gratiszeitung Aemme Zytig, die fortan in Burgdorf und Oberburg als Burgdorfer Tagblatt, im übrigen Gebiet als Aemme-Zytig mit einer Auflage von 31'300 Exemplaren erschien. Anfang 2012 wurden Burgdorfer Tagblatt und Aemme Zytig mit der Grauholz Post zur My Zytig fusioniert, wobei die bisherigen Titel als Untertitel bestehen blieben. Ab 29. März 2012 entfiel der Name Burgdorfer Tagblatt auch als Untertitel. Auch My Zytig war nicht überlebensfähig und musste 2014 ihr Erscheinen einstellen.
Im August 2012 beschloss die Generalversammlung der Burgdorfer Tagblatt AG die Liquidation der Gesellschaft und verkaufte den Titel Burgdorfer Tagblatt an die Espace Media Groupe.